# ユ・インナ
ユ・インナ（朝: 유인나、1982年6月5日 - ）は、韓国・京畿道城南市出身の女優。身長165cm、体重44kg。血液型はB型。暻園專門大秘書学科。CRB ENTERTAINMENT所属。

## 来歴・人物
20代後半でのデビューは早い方でないが、ドラマ「シークレット・ガーデン」、「最高の愛」など話題作に出演し、2011年「百想芸術大賞」で新人演技賞を受賞した。「BIGBANG」の「Tell Me Goodbye」などのミュージックビデオにも出演している。学生時代にはプレゼントを良く貰っていた。笑い声と叫び声が高く、また直感が鋭い。豪快ガールズで共演したIUと仲が良い。ジヨン(T-ARA)の物真似が得意。
俳優業のみならず、ラジオDJ、ナレーション、声優、司会など幅広い分野で活動するオールラウンダーである。
- 2009年 MBCドラマ『明日に向かってハイキック』（原題：屋根突き抜けてハイキック）でデビュー。[1]
- 2012年6月18日 自身が司会を務めるKBS FM『ボリュームアップ』を通じて、『イニョン王妃の男』で共演したチ・ヒョヌ[3]との交際事実を公開した。[4]
- 2025年7月1日 練習生時代から過ごしたYGエンターテイメントからCRB ENTERTAINMENTへ移籍

## 出演作品

### 映画
- アラン（2006年） - ホテルの女役 ※編集及び削除
- フェア・ラブ（2010年） - ジニ役
- マイ・ブラック・ミニドレス（2011年） - ミニ役
- ラブ・フィクション（2012年） - キョンスク役
- ニューイヤー・ブルース(原題:新年前夜、英題:NewYearBlues)（2021年） - ヒョヨン役

### テレビドラマ
- 明日に向かってハイキック（原題：屋根を突き抜けてハイキック）（2009年-2010年、MBC） - ユ・インナ役
- シークレット・ガーデン（2010年-2011年、SBS） - イム・アヨン役
- 最高の愛〜恋はドゥグンドゥグン〜（原題：最高の愛）（2011年、MBC） - カン・セリ役
- バーディーバーディ（2011年、tvN） - イ・ゴンスク役
- イニョン王妃の男（原題：仁顯王后の男子）（2012年、tvN） - チェ・ヒジン役
- 最高です!スンシンちゃん（2013年、KBS） - イ・ユシン役
- 星から来たあなた（2013年-2014年、SBS） - ユ・セミ役
- じゃがいも星2013QR3（2013年-2014年、tvN)  - 特別出演
- マイシークレットホテル（2014年、tvN） - ナム・サンヒョ役
- 風船ガム（2015年、tvN） - 声特別出演　第1話 ラジオDJ役
- もう一度ハッピーエンディング（2016年、MBC） - コ・ドンミ役
- トッケビ〜君がくれた愛しい日々〜（2016年-2017年、tvN） - サニー役
- ブッとび！ヨンエさん シーズン15（2016年-2017年、tvN） - 声特別出演 第8話　スンジュンの主治医役
- トップスター、ユベク（2018年-2019年、tvN） - 声特別出演 第5話　ラジオDJ役
- 真心が届く（2019年、tvN） - オ・ユンソ役（本名:オ・ジンシム）
- 私を愛したスパイ（2020年、MBC） - カン・アルム役
- スノードロップ（2021年、JTBC） - カン・チョンヤ役
- ボラ！デボラ～恋にはいつでも本気～（2023年、ENA）- ヨン・ボラ役[5]

### 配信ドラマ
- シークレット・メッセージ（2015年、日本 dTV、韓国 ネイバーキャスト） - エイミー役

### バラエティー番組
- 豪快ガールズ (SBS 2010年7月 - 2011年5月)
- 一晩のTV芸能 (SBS 2011年)
- Get it beauty (On Style 2014年3月 - 2014年12月)
- ファッション王 秘密の箱 (SBS Plus 2015年4月 - 2015年6月)
- お見合い喫茶店 (tvN 2018年4月 - 2018年6月)
- お見合い喫茶店 秋冬編 (tvN 2018年10月 - 2018年12月)
- 一緒にファンディング (MBC 2019年8月 - 2019年11月)
- 77億の愛 (JTBC 2020年2月 - 2020年4月)
- 写真整理サービス Phoneクレンジング (MBC 2021年2月9日 - 2021年2月23日)3回放送
- 知らないうちに夢操作団 (tvN 2021年11月3日 - 2021年11月17日)3回放送
- わたしたちの間柄 (JTBC 2022年3月28日 - 2022年5月2日)パイロット番組
- チェーンリアクション 鎖で縛られた男女 (coupang play 2022年9月16日 - 2022年10月28日 全8回)
- AVA DREAM（2022年10月17日、TV朝鮮）[6]

### アニメ
- アイアムスター！ シーズン2 (トゥーニバース 2015年10月22日〜) - アイカツ! (アニメ) 韓国吹き替え版　ミル役

### 司会
- 充電屋台LIVE (2021年1月16日)現代モータースタジオとDingo Music共同 Youtube配信
- 2021昌原K-POPWORLDFESTIVAL-HOW K-POP SAVED ME-

(2021年10月15日 Youtube配信、2021年11月3日 KBS 2TV)

### MV
- 2010年 ブライアン[In My Head] "In My Head"
- 2010年 BIGBANG Japan 4th Single [Tell Me Goodbye] "Tell Me Goodbye"
- 2011年 ハミング・アーバン・ステレオ Single Album [あなたの街の] "君はあの日"

## 受賞歴
- 2011年 SBS芸能大賞 バラエティー部門 ベストエンターテイナー賞
- 2011年 第47回百想芸術大賞 TV部門 女性新人演技賞
- 2011年 第1回オレ-ロッテスマートフォン映画祭 特別賞